# Arno Schirokauer
Arnold „Arno“ Fritz Kurt Schirokauer (ur. 20 lipca 1899 w Chociebużu, zm. 24 maja 1954 w Baltimore) – niemiecki pisarz i germanista pochodzenia żydowskiego. Wyemigrował w 1939 przez Kubę do USA.